# إدواردو جوتاردي
إدواردو جوتاردي (بالبرتغالية: Eduardo Gottardi‏) (18 أكتوبر 1985 في البرازيل - ) هو لاعب كرة قدم برازيلي في مركز حراسة المرمى. لعب مع جمعية بورتوغيزا الرياضية ونادي إنترناسيونال ونادي جوفنتودي ونادي ديبورتيفو طليطلة وناسيونال ماديرا ويو دي ليريا ونادي سانتا كروز وToledo Esporte Clube ‏ وOeste Futebol Clube ‏.

## روابط خارجية
- إدواردو جوتاردي على موقع قاعدة بيانات كرة القدم.إي يو (الإنجليزية)
- إدواردو جوتاردي على موقع Soccerway.com (الإنجليزية)
- إدواردو جوتاردي على موقع AS.com (الإسبانية)